# Aguamula
El río Aguamula es un corto río de la sierra de Segura, provincia de Jaén, Andalucía, España.
Nace en el recó del Aguamula bajo las paredes de las Banderillas y tras recorrer 8,5 km desemboca en el río Guadalquivir a la altura del pantano del Tranco. 

## Afluentes
Recibe por la derecha al arroyo del Hombre y, por la izquierda, al arroyo Aguamulilla y al arroyo de la Campana.

## Historia
Es conocida la abundancia de truchas en el siglo XIX en los ríos de la sierra de Segura. El diccionario de Madoz cita la presencia de truchas de peso de más de 3 kg de peso (7 libras castellanas) en el río Aguamula.